# Maui
För andra betydelser, se Maui (olika betydelser).
Maui är den näst största av öarna i Hawaii med en yta på 1 904 km² och 164 754 invånare (2020). Större städer på ön är Kahului, Wailuku, Lahaina och Kihei.
Namnet Maui betyder "Dalön". Genom ön löper två bergskedjor: Västra Mauibergen och en bergskedja kopplat till Haleakala-vulkanen. Ön är känd bland annat för nationalparken Haleakala och vägen till Hana, som är en populär körsträcka med olika sevärdheter.

## Historia
Öns tidigaste invånare tros ha anlänt till Maui från Marquesasöarna på 300-talet e.v.t. De bosatte sig då runt dagens Lahaina och Hana. På 1300-talet enades ön av hövdingen Pi'ilani. Tidigare hade Maui varit uppdelad i rivaliserande hövdingadömen. Pi'ilani såg till att anlägga vägar, flera omfattande bevattningssystem och templet Pi'ilanihale Heiau i närheten av Hana. 1795 erövrades ön av Kamehameha I, som en del av kungens strävan att ena de hawaiianska öarna. 5 år senare, 1800, plancerade kungen sitt hov på Maui.

## Bränder 2023
Den 8 augusti 2023 startade omfattande bränder som drabbade Maui, vilket ledde till många dödsfall (93 döda hade registrerats den 13 augusti) och att tusentals människor fick evakueras. Stora delar av staden Lahaina ödelades i bränderna.